# Вітольдув (Сохачевський повіт)
Вітольдув (пол. Witoldów) — село в Польщі, у гміні Тересін Сохачевського повіту Мазовецького воєводства.
Населення — 69 осіб (2011).
У 1975-1998 роках село належало до Скерневицького воєводства.

## Демографія
Демографічна структура станом на 31 березня 2011 року:
|          | Загалом | Допрацездатний вік | Працездатний вік | Постпрацездатний вік |
| -------- | ------- | ------------------ | ---------------- | -------------------- |
| Чоловіки | 37      | 10                 | 23               | 4                    |
| Жінки    | 32      | 3                  | 21               | 8                    |
| Разом    | 69      | 13                 | 44               | 12                   |